# 關戶站
關戶站（日语：／ Sekido eki */?）是位於岐阜縣惠那郡福岡町（現時：中津川市），北惠那鐵道北惠那鐵道線的鐵路車站（廢站）。
此站是當地居民請願下開設，也是北惠那鐵道最後一座新設車站。

## 歷史
- 1961年（昭和36年）9月13日：車站啟用[1]。
- 1978年（昭和53年）9月18日：北惠那鐵道線廢除，此站也被廢除[1]。

## 車站設施
此站是無人車站，設有1面1線的單式月台和小型候車室。

## 相鄰車站
北惠那鐵道
北惠那鐵道線
並松－關戶－美濃福岡

## 注腳
1. 1 2  今尾惠介《日本鐵道旅行地圖帳》7號 北信越（新潮社、2008年）p.41

## 相關項目
- 日本鐵路車站列表 Se